# Diócesis de Ningxia
La diócesis de Ningxia o de Yinchuan (en latín: Dioecesis Nimsciiana y en chino: 天主教宁夏教区) es una circunscripción eclesiástica de la Iglesia católica en China. Se trata de una diócesis latina, sufragánea de la arquidiócesis de Suiyuan. Desde el 20 de diciembre de 2009 su obispo es Joseph Li Jing, aunque para el Anuario Pontificio es sede vacante desde el 26 de agosto de 1980. La Asociación Patriótica Católica China sin asentimiento de la Santa Sede erigió la diócesis de Bameng o de Bayannur con parte de la diócesis de Ningxia en territorio de Mongolia Interior en 1980 y en la década de 2010 fue renombrada diócesis de Shanba. En 1990 transfirió parte de su territorio a la diócesis de Yan'an, que fue renombrada diócesis de Yulin.

## Territorio y organización
La diócesis tiene 200 000 km² y extiende su jurisdicción sobre los fieles católicos de rito latino residentes en:
- en la región autónoma hui de Ningxia las ciudades prefecturas de Shizuishan, Yinchuan, Wuzhong y la parte norte de la de Zhongwei;
- en la región autónoma de Mongolia Interior las ciudades prefecturas de Wuhai y de Bayannur, el extremo oriental de la liga Alxa y parte de la ciudad prefectura Ordos;
- en la provincia de Shaanxi parte de la ciudad prefectura de Yulin.

La sede de la diócesis se encuentra en la ciudad de Yinchuan, en donde se halla la Catedral del Inmaculado Corazón de María.
En 1950 en la diócesis existían 44 parroquias.

## Historia
El vicariato apostólico de Ningxia fue erigido el 14 de marzo de 1922 con el breve Christiani gregis del papa Pío XI, obteniendo el territorio del vicariato apostólico de Mongolia Sudoccidental (hoy arquidiócesis de Suiyuan).
El 11 de abril de 1946 el vicariato apostólico fue elevado a diócesis mediante la bula Quotidie Nos del papa Pío XII.
El 23 de septiembre de 1949 el Partido Comunista de China capturó Ningxia, se impuso en la guerra civil y proclamó la República Popular China el 1 de octubre de 1949. El 4 de septiembre de 1951 China comunista expulsó al nuncio apostólico Antonio Riberi y la Santa Sede continuó reconociendo a la República de China en Taiwán como el legítimo gobierno chino. Todos los misioneros extranjeros fueron expulsados de China comunista en 1952, entre ellos el obispo Charles Joseph van Melckebeke.
La Asociación Patriótica Católica China fue creada con el apoyo de la Oficina de Asuntos Religiosos de la República Popular de China en 1957, con el objetivo de controlar las actividades de los católicos en China. Su nombre público es Iglesia católica china y es referida como la "Iglesia oficial" en contraposición a la "Iglesia subterránea" o "Iglesia clandestina" leal a la Santa Sede.
En el período de 1966 a 1976 la Revolución Cultural se ensañó especialmente contra la religión, destruyéndose numerosas iglesias y cesaron todas las actividades religiosas en la diócesis. La diócesis reasumió sus actividades en la década de 1980.
Sin asentimiento de la Santa Sede la diócesis patriótica de Bameng o de Bayannur fue erigida por la Asociación Patriótica Católica China con parte de la diócesis de Ningxia en territorio de Mongolia Interior en 1980. El obispo Francis Xavier Guo Zhengji fue su primer obispo con la Iglesia de Sanshenggong en el condado de Dengkou como su catedral. Su sucesor, el obispo Matthias Du Jiang, fue consagrado clandestinamente cuatro días después de que el obispo Guo muriera en mayo de 2004. Obtuvo el reconocimiento del gobierno y comenzó a trabajar abiertamente en abril de 2010. La catedral fue trasladada en la década de 2010 a la iglesia de Shanba en el banner de Hanggin Rear de la ciudad prefectura de Bayannur. En 1990 la Asociación Patriótica Católica China transfirió Dingbian, Jingbian y Anbian a la diócesis de Yan'an, que fue renombrada diócesis de Yulin.
El 4 de febrero de 2013 el obispo Juan Bautista Liu Jing-shan, que había revitalizado la diócesis después de los años oscuros de la revolución cultural, murió a la edad de cien años. Ya en diciembre de 2009 fue sucedido por el joven prelado Joseph Li Jing, que fue consagrado, con el consentimiento de la Santa Sede, el 21 de diciembre de 2007.
El 22 de septiembre de 2018 se firmó en Pekín el Acuerdo provisional entre la Santa Sede y la República Popular de China sobre el nombramiento de los obispos. El 22 de octubre de 2020 el acuerdo fue prorrogado por otros dos años y en octubre de 2022 por otros dos años más.
Debido a la situación particular de la Iglesia católica en China, la Santa Sede no nombra obispos para las diócesis chinas, que son sedes oficialmente vacantes incluso en presencia de obispos reconocidos por Roma.

## Estadísticas
Según el Anuario Pontificio 2002 la diócesis tenía a fines de 1950 un total de 35 313 bautizados.
| Año                                                                             | Población            | Población | Población      | Sacerdotes | Sacerdotes    | Sacerdotes    | Bautizados por sacerdote | Diáconos permanentes | Religiosos | Religiosos | Parroquias |
| Año                                                                             | Bautizados católicos | Total     | % de católicos | Total      | Clero secular | Clero regular | Bautizados por sacerdote | Diáconos permanentes | Varones    | Mujeres    | Parroquias |
| ------------------------------------------------------------------------------- | -------------------- | --------- | -------------- | ---------- | ------------- | ------------- | ------------------------ | -------------------- | ---------- | ---------- | ---------- |
| 1950                                                                            | 35 313               | 1 000     | 3.5            | 50         | 34            | 16            | 706                      |                      |            | 67         | 44         |
| Fuente: Catholic-Hierarchy, que a su vez toma los datos del Anuario Pontificio. |                      |           |                |            |               |               |                          |                      |            |            |            |

Según la agencia de prensa de la Sociedad de las Misiones Extranjeras de París, a fines de 2012 la diócesis contaba con 12 sacerdotes, una veintena de religiosas, 14 parroquias y circa 12 000 fieles.

## Episcopologio
- Godefroy Frederix, C.I.C.M. † (14 de marzo de 1922-21 de marzo de 1930 renunció)
- Gaspare Schotte, C.I.C.M. † (21 de diciembre de 1931-13 de enero de 1944 falleció)
- Charles Joseph van Melckebeke, C.I.C.M. † (14 de marzo de 1946-26 de agosto de 1980 falleció)
  - Sede vacante
  - Joseph Ma Zhong-mu † (8 de noviembre de 1983 consagrado-2005 renunció) (obispo clandestino)
  - John Baptist Liu Jing-shan † (1 de agosto de 1993 consagrado-20 de diciembre de 2009 renunció)
  - Joseph Li Jing, por sucesión el 20 de diciembre de 2009